# Avenue Bosquet
Avenue Bosquet är en gata i Quartier du Gros-Caillou i Paris sjunde arrondissement. Gatan är uppkallad efter Pierre Bosquet (1810–1861), marskalk av Frankrike. Avenue Bosquet börjar vid Rue Cognacq-Jay 23 och Place de la Résistance och slutar vid Place de l'École-Militaire 2.

## Omgivningar
- Saint-Pierre-du-Gros-Caillou
- Passage de la Vierge
- Square Sédillot
- Rue Pierre-Villey
- Passage Landrieu

## Bilder
| - Gatuskylt. - Saint-Pierre-du-Gros-Caillou. |

## Kommunikationer
- Tunnelbana – linje  – Alma – Marceau
- Tunnelbana – linje  – École Militaire
- Busshållplats Bosquet – Saint-Dominique – Paris bussnät

### Webbkällor
- ”Avenue Bosquet”. Mairie de Paris. https://web.archive.org/web/20160303180146/http://www.v2asp.paris.fr/commun/v2asp/v2/nomenclature_voies/Voieactu/1125.nom.htm. Läst 2 november 2023.
- ”Avenue Bosquet (7ème arrondissement)”. Les rues de Paris. https://web.archive.org/web/20160409054209/http://www.parisrues.com/rues07/paris-07-avenue-bosquet.html. Läst 2 november 2023.